# Пушкинская премия

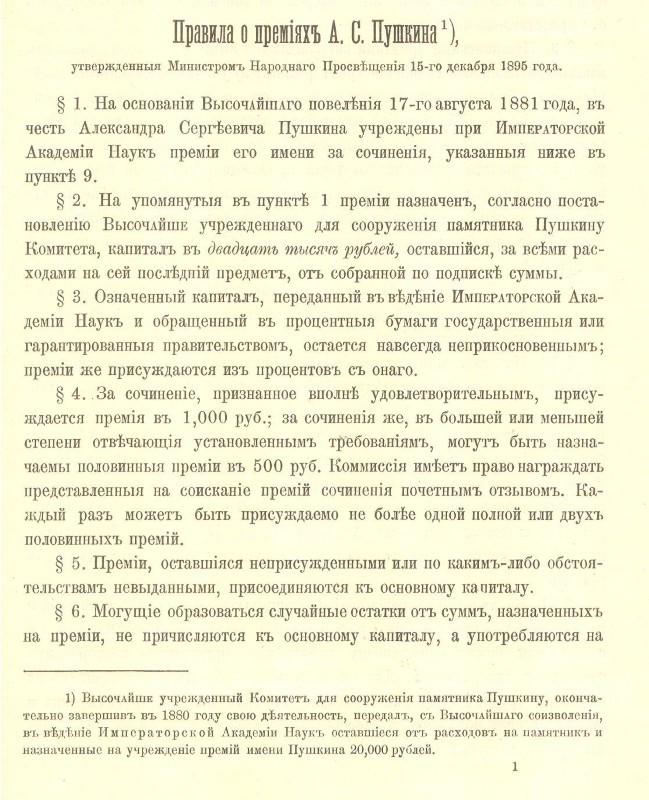
Правила Пушкинской премии, утверждённые 15 декабря 1895.

Пу́шкинская пре́мия — наиболее престижная литературная премия дореволюционной России. Учреждена 17 августа 1881 года Императорской Петербургской академией наук. Вручалась каждые два года (в 1888—1895 годах — ежегодно) «за напечатанные на русском языке оригинальные произведения изящной словесности в прозе и поэзии» в размере 1000 или 500 рублей (половинная премия). Премия присуждалась Отделением русского языка и словесности Академии наук. Первое присуждение премии состоялось в 1882 году, последнее — 6 декабря 1919; таким образом, по совпадению, премия просуществовала 37 лет, столько же, сколько прожил А. С. Пушкин[значимость факта?]. За эти годы было проведено 26 конкурсов, премия присуждалась 23 раза, в 3 случаях премия не присуждалась. На конкурс поступило 472 литературных труда, отобрано 279 сочинений. В 23 состоявшихся конкурсах присуждено 9 полных, 24 половинных, 6 поощрительных премий и 53 почётных отзыва.

## История
Премия была первой в России литературной премией, хотя ранее за труды в области словесности иногда вручались Демидовская, Ломоносовская и Уваровская премии.
В основе премии лежал общественный капитал. Фонд премии составили 19064 рубля 94 копейки, оставшиеся от добровольных пожертвований, собранных по подписке на сооружение памятника Пушкину в Москве в 1880 году. К осени 1882 года капитал Пушкинской премии составлял наличными 502 рубля 5 копеек, ценными билетами — 20900 рублей.
Первый конкурс на присуждение премии состоялся в 1882 году. Из представленных на конкурс четырёх сочинений были выбраны два — поэма Аполлона Майкова «Два мира» и сборник стихов Якова Полонского «На закате».
До 1895 года Отделение русского языка и словесности Академии наук имело право выдавать поощрительные премии в триста рублей, а также отмечать труды автора почётным отзывом. Неприсуждённые премии не присоединялись к основному капиталу и могли быть присуждены в будущих конкурсах. В 1895 году этот пункт правил был изменён — не выданные вовремя премии включались в основной капитал и в дальнейшие годы не присуждались. Автор должен был сам представлять свои работы на конкурс.
Присуждение осуществлялось Комиссией по присуждению премий, специально учреждаемой каждый раз из числа ординарных и почетных академиков, а также приглашаемых со стороны рецензентов — критиков и литературоведов. Рецензент давал развернутый отзыв на порученное ему произведение (отзывы рецензентов впоследствии печатались в периодических изданиях Академии наук). Рецензенты участвовали в работе Комиссии по присуждению премий. Число членов должно было быть не менее семи, и положительные решения «выносились не менее чем пятью одобрительными голосами». Когда в состав Комиссии входило большее число членов, то «присуждение премии осуществлялось не менее чем двумя третями голосов от общего их числа».
Академия «в изъявлении своей искренней благодарности и признательности, пользуясь дарованным ей правом», награждала приглашённых рецензентов золотыми Пушкинскими медалями с гравировкой на оборотной стороне имени рецензента. Обладателями таких рецензентских медалей стали А. Ф. Кони (8 медалей), Ф. Д. Батюшков (8), К. К. Арсеньев (7), А. Н. Веселовский (5), И. А. Бунин (2), Н. А. Котляревский (2), К. Р. (великий князь Константин Константинович Романов, сочинявший лирические стихи под псевдонимом, 2), И. Ф. Анненский В. Я. Брюсов, А. М. Жемчужников, Ап. Н. Майков, Л. Н. Майков, А. С. Суворин, И. А. Шляпкин, крупнейшие учёные-литературоведы и историки литературы. За время существования премии 57 рецензентов удостоены 115 золотых медалей.
Творчество лауреатов отражало пушкинскую традицию в русской литературе, произведения в русле модернизма, социально-критического реализма и касающиеся актуальных остросоциальных тем не приветствовались. В связи с этим, как считает Б. Дубин, «значимость Пушкинской премии для коммерческого успеха награждённых ею книг, как и для читательского успеха, была почти равна нулю. Выбор академиков почти не комментировался и не обсуждался в прессе, не становился фактом литературной жизни».
Почти все лауреаты избирались в почётные академики по разряду изящной словесности.
Лауреаты Пушкинской премии получали специальную Пушкинскую медаль. На аверсе медали изображён профиль поэта, слева надпись: ПУШКИНЪ, справа годы 1799-18хх (год рождения поэта и год вручения премии). На реверсе — лира, увенчанная лавровым венком, и надпись: «Душа в заветной лире мой прах переживет». Внизу подпись: «От Императорской Академии наук».
По изменённым в 1895 году правилам, премии присуждались Отделением русского языка и словесности за «напечатанные на русском языке оригинальные сочинения трёх родов: а) учёные сочинения по истории народной словесности и народного языка, по истории русской литературы вообще в XVIII и XIX столетиях, а также и по иностранной литературе, насколько таковая имела влияние на отечественную в означенном пространстве времени; б) такие произведения изящной словесности в прозе или стихах, которые, при довольно значительном объеме, отличаются высшим художественным достоинством, и в) обстоятельные критические разборы выдающихся произведений по русской изящной литературе». Переводы в стихах замечательных поэтических произведений допускались на конкурс наравне с оригинальными сочинениями.

## Лауреаты Пушкинской премии
Среди награждённых были поэты и писатели: А. Н. Майков, Я. П. Полонский, А. А. Фет, С. Я. Надсон, А. М. Жемчужников, М. А. Лохвицкая, Е. А. Бекетова, И. А. Бунин, А. П. Чехов, К. М. Станюкович, В. И. Крыжановская, А. И. Куприн.
В последний раз премия была присуждена в 1919 году В. В. Вересаеву за переводы трудов Гесиода «О происхождении богов» и «Работы и дни», после чего награждения Пушкинской премией (как и всеми другими премиями Академии) были прекращены ввиду национализации всех капиталов Академии наук.
Полная премия за 37 лет (с 1882 по 1919) вручалась 8 раз; были награждены
- А. А. Фет (1884, за перевод Горация),
- Л. Н. Майков (за издание сочинений Батюшкова),
- А. А. Голенищев-Кутузов (1894, за собрание стихотворений),
- Ф. Г. де Ла Барт (за перевод «Песни о Роланде»),
- А. Л. Соколовский (за перевод всех сочинений Шекспира),
- Д. Е. Мин (за перевод «Божественной комедии» Данте),
- Н. А. Холодковский (за перевод 1-й и 2-й частей «Фауста» Гёте)
- В. В. Вересаев (за перевод Гесиода — «Работы и дни» и «О происхождении богов»).

Половинные Пушкинские премии получили
- А. Н. Майков (1882, за поэму «Два мира»),
- Я. Полонский (1882, за сборник стихов «На закате»),
- С. Юрьев (за перевод «Макбета» Шекспира),
- Н. П. Семёнов (за перевод из Мицкевича),
- С. Я. Надсон (1886, за собрание стихотворений),
- А. П. Чехов (1888, за сборник «В сумерках»),
- М. И. Кудряшов (за перевод «Песни о Нибелунгах»),
- Д. Л. Михаловский (за перевод двух трагедий Шекспира),
- Я. П. Полонский (1891, за сборник стихов «Вечерний звон»),
- Д. П. Аверкиев (за сочинение «О драме»),
- П. А. Вейнберг (за перевод «Марии Стюарт» Шиллера),
- В. Д. Комарова-Стасова (под псевдонимом Вл. Каренин) (1899, за исследование «Жорж Санд»),
- Головин (за исследование «Русский роман»),
- К. Станюкович (1901, за «Морские рассказы»),
- О. Чюмина (за перевод Мильтона),
- И. Бунин (1903, за «Листопад» и перевод «Песни о Гайавате»),
- П. Вейнберг (за переводы Шиллера и Гейне и редактирование сочинений Гейне),
- Мирра Лохвицкая (1895, за 5-й том её стихотворений),
- Е. А. Бекетова (Краснова) (посмертно, 1897)
- О. Чюмина (за перевод Данте),
- В. И. Крыжановская (1907),
- А. И. Куприн (1909, за рассказы и повесть «Поединок»),
- И. Бунин (1909, за 3-й и 4-й тома сочинений),
- П. С. Пороховщиков (за книгу «Искусство речи на суде»),
- П. Щёголев (за очерки о Пушкине),
- Свириденко (за перевод «Песни о Сигурде»).

Поощрительные премии (300 рублей) получили:
- В. И. Саитов (за работу по подготовке к изданию сочинений Батюшкова),
- Л. П. Бельский (за перевод «Калевалы»),
- В. С. Лихачёв (за переводы из Мольера),
- И. Н. Потапенко (за «Повести и рассказы»),
- Л. И. Поливанов (за перевод Расина).

Почётные отзывы получили:
- В. С. Лихачёв (перевод «Тартюфа»),
- П. А. Козлов (перевод «Дон-Жуана» Байрона),
- Шляпкин (издание сочинений Грибоедова),
- А. Д. Львова («Поэмы и песни»),
- А. М. Жемчужников (1893, стихотворения),
- Д. Н. Цертелев (стихотворения),
- Л. И. Поливанов (перевод «Мизантропа» Мольера),
- К. Баранцевич (за роман «Две жены. Семейный очаг»),
- Луговой («Рассказы»),
- К. К. Случевский (1895),
- Л. Поливанов (перевод «Федры»),
- М. Лохвицкая ("Стихи"),
- П. Якубович (стихотворения),
- Стешенко (работа «Котляревский»),
- В. Льдов (сборник стихов «Отзвуки»),
- Гальковский («Сербский эпос»),
- Ф. Зарин (стихотворения),
- А. Навроцкий (драмы),
- В. С. Лихачёв (перевод двух трагедий Шекспира),
- Милицына (рассказы),
- А. и П. Ганзен (перевод Ибсена),
- Б. Лазаревский (рассказы),
- Н. Тхоржевский,
- Хвостов (сборник стихотворений «Под осень»),
- М. П. Чехов (брат А. П. Чехова, за книгу «Очерки и рассказы»),
- О. Чюмина (перевод «Королевской идиллии» Теннисона),
- В. Рудич (за сборник «Новые стихи»),
- Ю. Айхенвальд (за «Силуэты русских писателей»),
- Волкович (за «Стихи и повести»),
- Г. Т. Северцев-Полилов (книга «Наши деды-купцы»),
- О. Чюмина (переводы из Леконта де Лилля),
- В. Шуф (сонеты «В край иной»),
- Л. Фёдоров («Стихи и проза»),
- Т. Щепкина-Куперник («Сказание о любви»),
- А. М. Фёдоров (книги «Жатва», «Утро»),
- С. Дрожжин («Песня старого пахаря»),
- В. А. Мазуркевич (стихотворения и поэмы),
- Н. А. Крашенинников («Амеля»).

Дважды отмечались Пушкинскими премиями поэты И. А. Бунин, Я. П. Полонский, переводчики П. А. Вейнберг и О. Чюмина.
Большинство Пушкинских премий присуждены за стихотворения. Удельный вес прозаиков меньше, причём ни одной полной премии не выдано за прозу. Значительно место переводов; так, из восьми полных Пушкинских премий шесть присуждено за переводы.